# کالین پوپسکو-تاریچانو
کالین پوپسکو-تاریچانو (رومانیایی: Călin Popescu-Tăriceanu؛ زادهٔ ۱۴ ژانویهٔ ۱۹۵۲) سیاستمدار اهل رومانی است.
وی از سال ۲۰۱۴ تاکنون رئیس مجلس سنا رومانی، از سال ۲۰۰۴ تا ۲۰۰۸ نخست‌وزیر رومانی و از سال ۱۹۹۶ تا ۱۹۹۷ وزیر اقتصاد و بازرگانی رومانی بوده‌است.
وی پیشتر از ۱۰ مارس ۲۰۱۴ تا ۲ سپتامبر ۲۰۱۹ به‌عنوان رئیس سنای رومانی، دومین مقام در ساختار حکومتی این کشور، خدمت کرد. او پیش از این از حزب خود، حزب لیبرال ملی (PNL)، استعفا داد و به یک سناتور مستقل تبدیل شد. در ژوئیه ۲۰۱۴، او حزب لیبرال اصلاح‌طلب (PLR) را تأسیس کرد که بعدها با حزب محافظه‌کار (PC) ادغام شد و ائتلاف لیبرال‌ها و دموکرات‌ها (ALDE) را تشکیل داد.

## زندگی خصوصی
کالین پوپسکو-تاریچانو در بخارست متولد شد. مادر او، آلکساندرینا لویزا، اصالتی یونانی داشت؛ مادر او کاملاً یونانی و پدرش نیمی رومانیایی و نیمی یونانی بود. او پنج بار ازدواج کرده و سه فرزند دارد. پوپسکو-تاریچانو فارغ‌التحصیل دانشگاه فنی مهندسی عمران بخارست است و مدرک کارشناسی ارشد در رشته ریاضیات و علوم کامپیوتر دارد.

## اوایل کار سیاسی
بین سال‌های ۱۹۹۶ تا ۱۹۹۷، کالین پوپسکو-تاریچانو به عنوان وزیر صنایع و تجارت در کابینه ویکتور چوربئا، که تحت رهبری ائتلاف دموکراتیک رومانی (CDR) بود، خدمت کرد. بین سال‌های ۱۹۹۶ تا ۲۰۰۴، او نماینده بخارست در مجلس نمایندگان بود. همچنین، بین سال‌های ۲۰۰۰ تا ۲۰۰۴، او نایب رئیس گروه حزب ملی لیبرال (PNL) در پارلمان و نایب رئیس کمیته بودجه، مالیات و بیمه در مجلس نمایندگان بود.

## نخست وزیری
پس از پیروزی ترایان باسسکو در انتخابات ریاست‌جمهوری سال ۲۰۰۴، باسسکو کالین پوپسکو-تاریچانو را به عنوان نخست‌وزیر منصوب کرد، مطابق با توافق پیش از انتخابات بین دو حزب ائتلاف عدالت و حقیقت (DA). دولت جدید در ۲۹ دسامبر تشکیل شد و با رأی ۲۶۵ موافق در برابر ۲۰۰ مخالف در پارلمان تأیید گردید. به این ترتیب، پوپسکو-تاریچانو به اولین نخست‌وزیر ملی‌گرا-لیبرال رومانی از سال ۱۹۳۷ تبدیل شد.
دولت تاریچانو نظارت بر اجرای چندین اصلاح عمده را بر عهده داشت، از جمله معرفی مالیات ثابت، باز‌ارزیابی لئو، لغو خدمت اجباری و حرفه‌ای‌سازی نیروهای مسلح رومانی، و الحاق رومانی به اتحادیه اروپا در سال ۲۰۰۷. دوره نخست‌وزیری او همچنین با رونق اقتصادی قابل‌توجهی در رومانی همراه بود. با این حال، اقتصاددانان از برخی سیاست‌های تاریچانو انتقاد کردند، مانند معرفی «مالیات ثبت اولیه» برای وسایل نقلیه موتوری، مدیریت ناکارآمد بیش از ۲ میلیارد یورو به‌دست‌آمده از خصوصی‌سازی بانک تجاری رومانی (BCR)، و به‌ویژه افزایش تعداد کارمندان دولتی و حقوق آنها که منجر به افزایش عمده هزینه‌های عمومی در آستانه بحران مالی شد.
در ۷ ژوئیه ۲۰۰۵، کالین پوپسکو-تاریچانو اعلام کرد که او و کابینه‌اش استعفا خواهند داد تا انتخابات زودهنگام برگزار شود. این تصمیم پس از حکم دادگاه قانون اساسی مبنی بر مسدود کردن مجموعه‌ای از قوانین برای اصلاح نظام قضایی اتخاذ شد. رئیس‌جمهور ترین باسسکو از زمان پیروزی در انتخابات ۲۰۰۴ خواهان برگزاری انتخابات زودهنگام بود. با این حال، در ۱۹ ژوئیه، تاریچانو این تصمیم را معکوس کرد و اعلام کرد که استعفا نخواهد داد، به دلیل سیل‌های شدیدی که کشور را تحت تأثیر قرار داده بود (مانند سیل‌های کومنشتی). در آن سال، سیل‌ها باعث مرگ ۶۶ نفر در رومانی و بی‌خانمانی هزاران نفر شد.
در آن زمان، روابط بین کالین پوپسکو-تاریچانو و رئیس‌جمهور ترین باسسکو به‌طور علنی تیره شد، به‌طوری که باسسکو از دیدار با نخست‌وزیر در روزهای پس از اعلام تغییر تصمیم امتناع کرد.
به گفته رئیس‌جمهور سابق، امیل کنستانتینسکو، روابط بین کالین پوپسکو-تاریچانو و رئیس‌جمهور ترین باسسکو پس از مطرح شدن اتهاماتی درباره عضویت باسسکو در سازمان سکوریتاته (در دوران رومانی کمونیستی) شروع به تیره شدن کرد.
در سپتامبر ۲۰۰۵، یک روزنامه ادعا کرد که در تاریخ ۹ آوریل ۲۰۰۴، کالین پوپسکو-تاریچانو بر اساس اطلاعات داخلی، ۱۰ میلیون سهم از شرکت رومپترول خریداری کرده است، سهامی که بعداً همان سال، پس از نخست‌وزیری او، فروخته شد. چندین فرد دیگر که به‌طور عمومی شناخته شده‌اند نیز برای شهادت درباره مشارکت خود در معاملات مشکوک با سهام رومپترول ذکر شدند، از جمله مدیرعامل این شرکت، دینو پاتریچیو.
در ۵ آوریل ۲۰۰۶، ترایان بسسکو اظهار داشت که از انتخاب کالین پوپسکو-تاریچانو به عنوان نخست‌وزیر پشیمان است و او را به همکاری با گروه‌های دیگر متهم کرد.
در ۲۹ ژوئن ۲۰۰۶، کالین پوپسکو-تاریچانو به طور رسمی اعلام کرد که حزب ملی لیبرال (PNL) از خروج نیروهای رومانی از مناطق جنگی بین‌المللی که بدون مجوز از سازمان ملل متحد، ناتو یا اتحادیه اروپا در آن‌ها مستقر هستند، حمایت می‌کند. این موضع عمدتاً به نیروهای رومانی در عراق (که پس از جنگ عراق در آنجا حضور داشتند) اشاره دارد. این موضع با مخالفت شدید رئیس‌جمهور ترا یان بسسکو مواجه شد.
در ۱۴ مارس ۲۰۰۷، کالین پوپسکو-تاریچانو انتخابات پارلمان اروپا را به تعویق انداخت و ادعا کرد که محیط سیاسی به دلیل بحث‌ها در مورد برکناری رئیس‌جمهور، همه‌پرسی بعدی و درخواست رئیس‌جمهور بسسکو برای برگزاری همه‌پرسی در مورد انتخابات یک‌نامزدی، بسیار ناپایدار بود. رسانه‌ها همچنین به این نکته اشاره کردند که حزب ملی لیبرال (PNL) تحت رهبری پوپسکو-تاریچانو احتمالاً در صورت برگزاری انتخابات در آن زمان، نتایج ضعیفی کسب می‌کرد.
در ۲۱ مارس ۲۰۰۷، کالین پوپسکو-تاریچانو به‌طور موقت (به‌عنوان سرپرست) به سمت وزیر امور خارجه منصوب شد، ۴۳ روز پس از استعفای اونگورانو، زیرا رئیس‌جمهور بسسکو از پذیرش نامزدی آدریان چیارویانو خودداری کرده بود. در ۵ آوریل ۲۰۰۷، دیوان عدالت قانونی تصمیم گرفت که «مخالفت رئیس‌جمهور رومانی با نام‌گذاری یک عضو دولت از سوی پیشنهاد نخست‌وزیر، یک تعارض قضائی از نوع قانونی را آغاز کرده است.[...] رئیس‌جمهور رومانی حق وتو ندارد، اما می‌تواند از نخست‌وزیر بخواهد که از پیشنهاد خود صرف‌نظر کند، اگر مشاهده کند که فرد پیشنهادی شرایط قانونی لازم برای عضویت در دولت را ندارد». در همان روز، چیارویانو به‌عنوان وزیر امور خارجه منصوب شد.
در ۱ آوریل ۲۰۰۷، کالین پوپسکو-تاریچانو وزرای حزب دموکرات (PD) حامی بسسکو را برکنار کرد و یک دولت اقلیتی با ائتلاف دموکراتیک مجارستانیان در رومانی (UDMR) تشکیل داد؛ بنابراین، کابینه دوم تاریچانو در ۳ آوریل توسط پارلمان با حمایت حزب سوسیال دموکرات رومانی تأیید شد.
دولت پوپسکو-تاریچانو در ۳ اکتبر ۲۰۰۷ در برابر رأی عدم اعتماد مقاومت کرد، پس از آنکه حزب سوسیال دموکرات رومانی (PSD) طرحی برای برکناری آن ارائه داد. اگرچه ۲۲۰ عضو پارلمان به نفع این طرح رأی دادند و تنها ۱۵۲ نفر مخالف بودند، این طرح به حد نصاب ۲۳۲ رأی لازم نرسید.

## اواخر کار سیاسی
در ۲۶ فوریه ۲۰۱۴، تاریچانو از حزب ملی لیبرال (PNL) جدا شد، زیرا این حزب قصد داشت از اتحادیه سوسیال لیبرال (USL) و اتحاد لیبرال‌های دموکرات برای اروپا (ALDE) خارج شود و به حزب مردم اروپا (EPP) بپیوندد. یک روز بعد، او اعلام کرد که قصد دارد یک حزب سیاسی جدید به نام حزب اصلاح‌طلب لیبرال (PLR) تأسیس کند. اولین کنگره این حزب در تاریخ ۱–۲ اوت ۲۰۱۴ برگزار شد و پوپسکو-تاریچانو به عنوان رئیس جدید حزب انتخاب گردید.
در ۴ مارس، رئیس حزب ملی لیبرال (PNL)، کرین آنتونسکو، از سمت خود به عنوان رئیس سنا استعفا داد. در ۱۰ مارس، پوپسکو-تاریچانو به عنوان رئیس جدید سنا انتخاب شد، با رای‌های حزب سوسیال دموکرات (PSD) و به عنوان سناتور مستقل به خدمت پرداخت.
در اواخر ژوئیه ۲۰۱۴، پوپسکو-تاریچانو نامزدی خود را برای انتخابات ریاست‌جمهوری ۲۰۱۴ اعلام کرد. به دلیل مشکلات در ثبت حزب سیاسی جدیدش، او به عنوان مستقل به رقابت پرداخت. پوپسکو-تاریچانو در دور اول انتخابات با ۵.۳۶٪، جایگاه سوم را کسب کرد، پس از کلاوس یوهانیس و ویکتور پونتا. بعدها، او اعلام کرد که از پونتا در دور دوم انتخابات حمایت خواهد کرد. با این حال، در دور دوم، پونتا با اختلاف ۵۴.۵٪ به ۴۵.۵٪ از یوهانیس شکست خورد.
در ژوئیه ۲۰۱۵، حزب اصلاح‌طلبان لیبرال (PLR) اعلام کرد که با حزب محافظه‌کار (PC) ادغام خواهد شد تا یک حزب جدید به نام اتحاد لیبرال‌ها و دموکرات‌ها (ALDE) تشکیل دهد. پوپسکو-تاریچانو به عنوان هم‌رییس این حزب جدید منصوب شد.
در سال ۲۰۱۷، پوپسکو-تاریچانو ادعا کرد که یک سلطنت طلب قاطع است و اظهار داشت: "سلطنت مشروطه این مزیت را دارد که پادشاه را بالاتر از بازی‌های سیاسی قرار می‌دهد، که در مورد ما چنین نیست: رئیس‌جمهور به جای اینکه داور باشد، ترجیح می‌دهد که بازیکن باشد".

## جنجال ها
پوپسکو-تاریچانو از سوی رئیس‌جمهورباسیِسکو به دخالت در عدالت به نفع دینو پاتریسیو متهم شده است.
در تاریخ ۲۴ ژانویه ۲۰۰۶، مونیكا ماكووي، وزیر دادگستری وقت، یک دیدار با پوپسکو-تاریچانو که ۷ ماه پیش (در ژوئن ۲۰۰۵) برگزار شده بود را علنی کرد. در این دیدار، پوپسکو-تاریچانو دینو پاتریسیو را دعوت کرده بود. پاتریسیو از مشکلات احتمالی در مورد پرونده خود به ماكووي شکایت کرد. ماكووي پوپسكو-تاریچانو را به دخالت در عدالت متهم کرد. در تاریخ ۲۰ فوریه ۲۰۰۶، پوپسکو-تاریچانو در تلویزیون TVR1 اعلام کرد: "من گناه خود را می‌پذیرم. به درستی عمل نکردم. اما من بر عدالت تأثیر نگذاشتم."
النا ادریا، مشاور رئیس‌جمهور پیشین، یادآوری کرد که در زمان مشاوره‌اش با رئیس‌جمهور، یک یادداشت نوشته‌شده توسط پوپسکو-تاریچانو را مشاهده کرده بود. چند روز بعد، رئیس‌جمهور باسیِسکو یادداشت را پیدا کرده و آن را علنی کرد، به این مضمون که "نخست‌وزیر یک شراکت به من پیشنهاد داد، اما متأسفانه با اولیگارشی‌های ما." این یادداشت در مورد شکایتی از پترویمیدیا در خصوص مشکلات روند تحقیقات ۲۷ مه بود:
" تراِیان عزیز، ۱. یک سند از پترویمیدیا که مربوط به تحقیقات جاری است، برایتان ارسال می‌کنم. ۲. اگر فرصتی دارید، آیا می‌توانید در مورد این موضوع با دادستانی صحبت کنید؟"
در مه ۲۰۰۷، پاتریسیو دعوای حقوقی علیه سرویس اطلاعاتی رومانی (SRI) برد و اعلام کرد که این سرویس به طور غیرقانونی تلفن‌های او را به مدت دو سال شنود کرده است. او از SRI مبلغ ۵۰،۰۰۰ لئون به عنوان خسارت معنوی دریافت کرد.

## نگارخانه

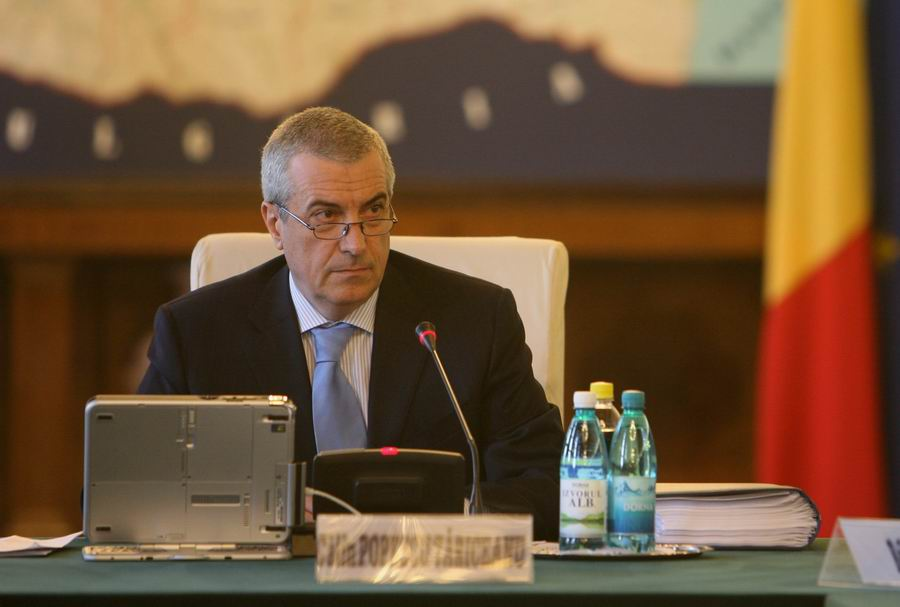
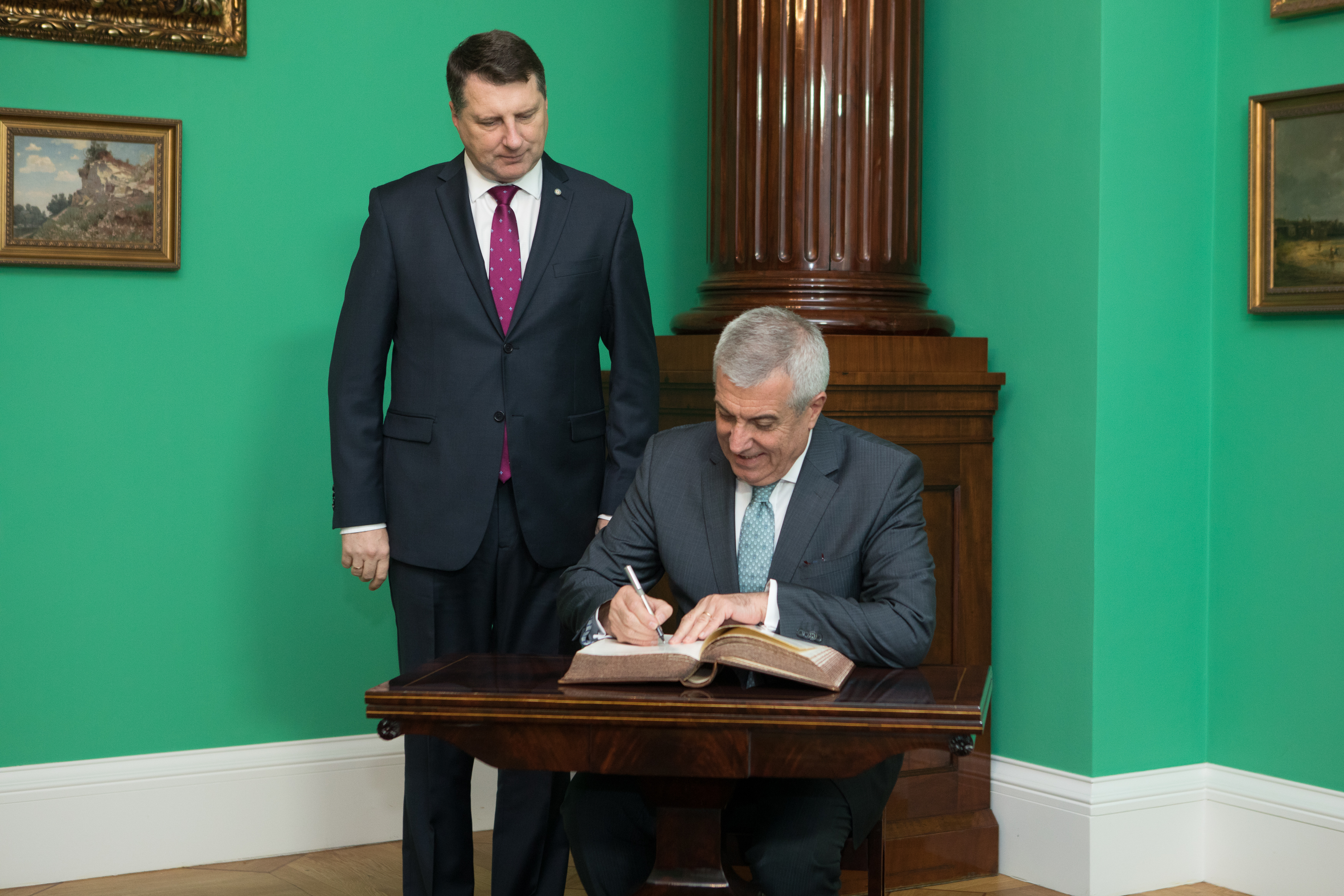
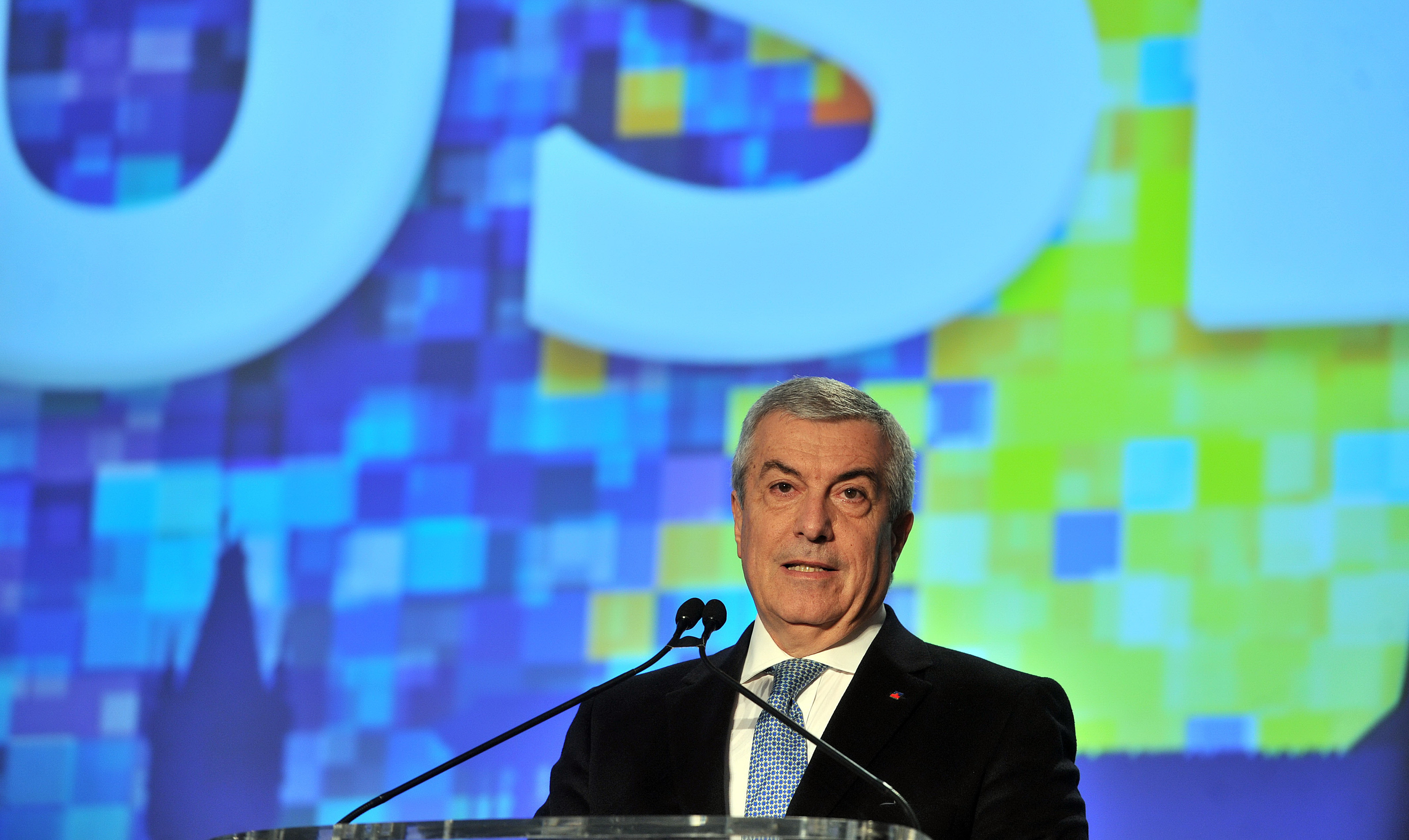